# Resolución 44 del Consejo de Seguridad de las Naciones Unidas
La Resolución 44 del Consejo de Seguridad de las Naciones Unidas, adoptada el 1 de abril de 1948, habiendo recibido los informes solicitados en la Resolución 42 del Consejo de Seguridad de las Naciones Unidas, el Consejo pidió al Secretario General que convocara un período extraordinario de sesiones de la Asamblea General para seguir examinando la cuestión del futuro gobierno de Palestina.
La resolución fue aprobada con dos abstenciones de la RSS de Ucrania y de la Unión Soviética.